# Hrodgaud
Hrodgaud (auch Hruodgaud, Rodgaud; † 776) war von 774 bis 776 der letzte langobardische dux (Herzog) von Friaul.
Hrodgaud wurde 774 von Karl dem Großen, der Desiderius, den letzten König des Langobardenreiches besiegt und den Titel Rex Langobardorum (König der Langobarden) angenommen hatte, als Herzog von Friaul eingesetzt.
Hrodgaud beanspruchte 776 die langobardische Krone für sich und mehrere Städte, darunter Treviso unter seinem Schwiegervater Stabilinius, schlossen sich ihm an. Er wurde aber von Karl dem Großen, der in Eilmärschen nach Italien kam, rasch besiegt und getötet.
Mit seinem Tod erlosch das Herzogtum Friaul und wurde eine Markgrafschaft des Karolingerreichs.